# 藤原為盛
藤原 為盛（ふじわら の ためもり）は、平安時代中期の貴族。藤原北家山蔭流、参議・藤原安親の子。官位は従四位下・越前守。

## 経歴
一条朝の寛弘2年（1005年）左大臣・藤原道長に馬を2匹献上している。六位蔵人を経て、寛弘8年（1011年）までに巡爵により従五位下に叙せられる。長和元年（1012年）藤原実頼忌日には五位として入礼。長和2年（1013年）以前に加賀守を務めていた。
その後、三条朝から後一条朝前半にかけて長く散位となる。長元元年（1028年）になって越前守に任ぜられるが、任符を紛失する事件を起こしている。長元2年（1029年）閏2月に越前守が既に卒去したとの記事があり（『小右記』）、この頃没したか。

## 逸話
為盛が越前守在任中に、本来、六衛府の下級役人に支給すべき大粮米を納めなかったため、下級役人をはじめ、その召使までもが大挙して為盛の屋敷へ押しかけた。そこで為盛は7,8時間もの間、役人たちを天幕の中でうだらせてから屋敷内に呼び入れると、暑い中長時間待たされて喉がカラカラに渇いているところへ、すももや塩辛い魚などを肴に出して空きっ腹に十分食べさせた上、（下剤の作用がある）朝顔の種を濃く擂り入れた酸っぱい濁り酒を出して飲ませた。たちまち役人は腹を下して、そこらじゅうへ糞を垂れ流しながら逃げ去ってしまい、これに懲りて為盛の屋敷へ押しかけることはなくなった。このように、為盛は奇抜な工夫をすることにかけては大変な名人であった（『今昔物語集』）。

## 官歴
- 時期不詳：六位蔵人
- 寛弘8年（1011年） 6月25日：見蔵人大夫[5]
- 長和2年（1013年） 3月30日：見前加賀守[6]
- 寛仁元年（1017年） 12月4日：見散位[6]
- 時期不詳：従四位下[7]
- 長元元年（1028年） 7月5日：見越前守[6]
- 長元2年（1029年） 閏2月5日：故人[6]

## 系譜
- 父：藤原安親
- 母：藤原清兼の娘[8]
- 生母不明の子女
  - 男子：藤原頼成
  - 男子：藤原定任
  - 男子：藤原親国
  - 男子：藤原宗盛
  - 男子：藤原清仲
  - 男子：藤原清綱
  - 男子：藤原兼季[9]
  - 男子：勢好
  - 女子：源経相室

伊達氏ら有力武家がその末裔と称した。歌人の加賀少納言も為盛の娘とする説がある。